# Hapoel Hadera
Hapoel Hadera–Giv'at Olga "Shulem Schwarz" FC (Hebreeuws: מועדון כדורגל הפועל חדרה–גבעת אולגה שולם שוורץ) is een Israëlische voetbalclub uit Hadera.
Begin jaren 1930 werd de club als Hapoel opgericht maar gestaakt vanwege de Arabisch-Israëlische Oorlog van 1948. Na de Israëlische onafhankelijkheid werd de club in 1949 heropgericht. In 1954 werd voor het eerst het hoogste niveau bereikt maar de club degradeerde direct. Ook in de periodes 1970-1972, 1973-1976 en 1977-1979 speelde de club op het hoogste niveau. In 2006 fuseerden alle clubs uit Hadera tot Hapoel Ironi Eran Hadera. De fusieclub bleef echter financiële problemen kennen en zakte qua resultaten weg. In 2015 fuseerde de club met FC Givat Olga (opgericht in 1952) en nam de huidige naam aan. In 2017 promoveerde de club als kampioen naar de Liga Leumit. In 2018 promoveerde Hapoel Hadera naar de Ligat Ha'Al. Daar gebruikt de club het Netanjastadion.

## Erelijst
Liga Leumit1940, 1949–50, 1953–54, 1969–70, 1972–73, 1976–77
Liga Alef1961–62, 1981–82, 2016–17
Liga Bet2007–08

## Eindklasseringen vanaf 2000
| Seizoen | Competitie              | Niveau | Eindstand | Beker        | Opmerking             |
| ------- | ----------------------- | ------ | --------- | ------------ | --------------------- |
| 1999/00 | Liga Alef-Divisie Noord | IV     | 2         |              |                       |
| 2000/01 | Liga Alef-Divisie Noord | IV     | 2         |              |                       |
| 2001/02 | Liga Alef-Divisie Noord | IV     | 5         |              |                       |
| 2002/03 | Liga Alef-Divisie Noord | IV     | 13        |              |                       |
| 2003/04 | Liga Bet Zuid-A Divisie | V      | 8         |              |                       |
| 2004/05 | Liga Bet Zuid-A Divisie | V      | 10        |              |                       |
| 2005/06 | Liga Bet Zuid-A Divisie | V      | 8         |              |                       |
| 2006/07 | Liga Bet Zuid-A Divisie | V      | 6         |              |                       |
| 2007/08 | Liga Bet Zuid-A Divisie | V      | 1         | 8e ronde     |                       |
| 2008/09 | Liga Alef-Divisie Zuid  | IV     | 4         | 6e ronde     |                       |
| 2009/10 | Liga Alef-Divisie Zuid  | III    | 3         | 7e ronde     | Liga Artzit opgeheven |
| 2010/11 | Liga Alef-Divisie Noord | III    | 8         |              |                       |
| 2011/12 | Liga Alef-Divisie Noord | III    | 14        |              |                       |
| 2012/13 | Liga Alef-Divisie Noord | III    | 7         |              |                       |
| 2013/14 | Liga Alef-Divisie Noord | III    | 7         | 7e ronde     |                       |
| 2014/15 | Liga Alef-Divisie Noord | III    | 9         | 5e ronde     |                       |
| 2015/16 | Liga Alef-Divisie Noord | III    | 2         | 5e ronde     |                       |
| 2016/17 | Liga Alef-Divisie Noord | III    | 1         | 7e ronde     |                       |
| 2017/18 | Liga Leumit             | II     | 2         | 8e ronde     |                       |
| 2018/19 | Ligat Ha'Al             | I      | 6         | halve finale |                       |
| 2019/20 | Ligat Ha'Al             | I      | 9         | 8e ronde     |                       |
| 2020/21 | Ligat Ha'Al             | I      | 8         | 8e ronde     |                       |
| 2021/22 | Ligat Ha'Al             | I      | 8         | kwartfinale  |                       |
| 2022/23 | Ligat Ha'Al             | I      | 12        | 8e ronde     |                       |
| 2023/24 | Ligat Ha'Al             | I      | 12        | 8e ronde     |                       |
| 2024/25 | Ligat Ha'Al             | I      | 14        | 8e finale    |                       |
| 2025/26 | Liga Leumit             | II     | .         |              |                       |

Bnei Jehoeda Tel Aviv ·
Hapoel Akko ·
Hapoel Hadera ·
Hapoel Kefar Saba · 
Hapoel Kefar Shalem ·
Hapoel Nof HaGalil ·
Hapoel Ra'anana ·
Hapoel Ramat Gan ·
Hapoel Ironi Nir Ramat HaSharon ·
Hapoel Rishon LeZion ·
Ironi Modi'in ·
Kafr Quasim ·
Kiryat Yam ·
Maccabi Herzliya ·
Maccabi Kabileo Jaffa ·
Maccabi Petach Tikwa ·